# Giovanni Antonio Summonte
Giovanni Antonio Summonte (né en 1538 à Naples et mort le 29 mars 1602 dans la même ville)  est un historien italien de la Renaissance.

## Biographie
Né vers le milieu du 16e siècle, à Naples, où il exerçait la profession de notaire ou de procureur, éprouva de graves persécutions pour avoir dévoilé, dans son histoire de ce royaume, l’origine basse ou ignoble de quelques familles puissantes, qui imaginèrent de lui faire un crime d’avoir fait connaître l’établissement des gabelles et d’autres droits de la couronne. L’ouvrage fut saisi, brûlé, et l’auteur, qui avait été mis aux fers, se vit contraint de réformer quelques-uns de ses chapitres. Il mourut de chagrin le 29 mars 1602. Son travail n’est qu’un recueil de faits, de renseignements et de dates, classés d’après un certain ordre, qui en rend la recherche facile. Ce mérite tout secondaire n’élève pas Summonte au rang d’historien. Il n’est même pas à l’abri de tout reproche comme compilateur. Aussi bien ses partisans ont-ils prétendu que les passages les plus ridicules de son histoire n’étaient que des interpolations introduites dans le but de nuire à sa réputation. En ce cas, on devrait plutôt plaindre Summonte que l’accuser d’avoir dit qu’il existait une plante qui pouvait nous aider à comprendre le chant des oiseaux ; que Virgile avait été consul à Naples, où il avait laissé de beaux ouvrages publics ; que cette capitale avait été assiégée par les Sarrasins en 581, etc. La vérité est que, loin d’ajouter à ce que l’auteur avait écrit, on exigea la suppression de plusieurs passages, qui n’ont jamais été rétablis, quoique les mêmes faits se trouvent rapportés par les autres historiens de Naples. Summonte débute par la fondation de cette ville, dont il entoure le berceau de toutes les fables débitées sur la sirène Parthénope, et il ne s’arrête qu’à l’année 1582, où il termine son travail. Une grande partie du premier volume est consacrée aux tribunaux, ainsi qu’aux lois municipales et administratives. Pietro Giannone, qui a profité des recherches de Summonte, le cite toujours comme une autorité, et c’est déjà une forte présomption en faveur d’un écrivain qu’on a trop déprécié, lorsqu’on ne l’a pas loué à outrance. La partie la plus faible de l’ouvrage est celle qui a rapport aux siècles barbares ; mais on sait que du temps de Summonte l’on manquait des secours nécessaires pour pénétrer dans les ténèbres du Moyen Âge, et que ce n’est qu’après la publication de tant de chroniques, de chartes et de lexiques pour les déchiffrer qu’on a pu oser se jeter dans ce dédale inextricable. Le style de cet auteur est tel qu’on doit l’attendre d’un chroniqueur : il écrit sans artifice et sans prétention ; mais ses phrases, ordinairement incorrectes, se font souvent remarquer par une certaine naïveté qui contribue à inspirer de la confiance au lecteur. Le libraire qui entreprit l’édition de 1675 s’était adressé à Pompeo Sarnelli, pour en faire disparaître quelques taches. Ce savant lui répondit qu’il fallait traiter Summonte comme les ruines de Pouzzoles, dont on n’approchait qu’avec respect. L’argument parut sans réplique, et l’on poussa la vénération au point de laisser sans remarques les erreurs les plus grossières du texte. La mort de Summonte arrêta l’impression de l’ouvrage, dont le troisième volume ne parut qu’en 1640, et le quatrième trois ans plus tard. La difficulté de rassembler ces parties, publiées à des époques différentes et sous l’action de la justice, engagea Antonio Bulifon à les réimprimer en 1675, et quoique cette seconde édition fût calquée sur la première, elle déplut à la cour de Rome, qui la fit mettre à l’Index. Ce qui paraît avoir provoqué cette mesure, c’est un passage où, en racontant la trahison du comte de Caserte à Cepperano, Summonte cite l’autorité de St-Thomas pour légitimer le droit d’assassiner un tyran.

## Œuvres
Ses ouvrages sont :
- Manuale divinorum officiorum, quæ juxta ritum S.R.E. recitantur, Naples, 1596, in-8° ;
- Istoria della città e regno di Napoli, etc., ibid., 1601, in-4°. Ce premier volume est très-rare ; il fut réimprimé l’année suivante, avec plusieurs changements, et cette nouvelle édition porte quelquefois la date de la première. Le deuxième volume parut en 1602, le troisième en 1640 et le quatrième en 1643, in-4°. Il existe deux éditions du troisième volume : la meilleure est celle qui porte le nom de François Savio. Tout l’ouvrage fut réimprimé en 1675, 4 vol. in-4°, et augmenté de la description des antiquités de Pouzzoles, par Loffredo ; d’un traité sur les bains de la même ville, par Villani ; de plusieurs morceaux historiques, par Tobia Almagiore (Biagio Aldimari), et d’une notice sur les tribunaux, les évêques de Naples, etc., rédigée par Sarnelli, qui en fut l’éditeur. La troisième édition, ibid., 1748, 6 vol. in-4°, est accompagnée de la vie de l’auteur, par de Cristofaro.